# Henning Trägårdh
Henning Trägårdh, född 4 maj 1849 i Stockholm, död 14 juni 1907 i Hedvig Eleonora församling, Stockholm, var en svensk revisor, bruksägare  och riksdagsledamot.
Trägårdh var i unga år anställd vid Motala mekaniska verkstad, men blev sedermera bruksägare i Örebro län. Som politiker var han kommunalordförande och landstingsman men även ledamot av riksdagens första kammare för Örebro 1892-1895. Trägårdh var revisor för Stockholms enskilda bank och delägare i Frösvidals herrgård i Närke och
Borggårds bruk i Östergötland samt
ägare av Sörbyholms säteri i
Västmanland. Han var gift med Hedvig "Hedda" Elisabeth Charlotta Diedrichs som var dotter till brukspatron Johan Diedrichs.